# Вест Личберг (Пенсилванија)
Вест Личберг (енгл. West Leechburg) град је у америчкој савезној држави Пенсилванија.

## Демографија
По попису из 2010. године број становника је 1.294, што је 4 (0,3%) становника више него 2000. године.
| Група             | 2000.         | 2010.         |
| Белци             | 1.263 (97,9%) | 1.264 (97,7%) |
| Афроамериканци    | 6 (0,5%)      | 11 (0,9%)     |
| Азијати           | 3 (0,2%)      | 1 (0,1%)      |
| Хиспаноамериканци | 8 (0,6%)      | 13 (1,0%)     |
| Укупно            | 1.290         | 1.294         |